# Лещина-Мартыненко, Иван Иванович
Иван Иванович Лещина-Мартыненко (апрель 1883, село Лещинвка, пгт. Белики Кобеляцкого района Полтавской области,  по другим данным село Федоровка —  после 1936) — украинский архивист, преподаватель и общественный деятель.

## Биография
Проживал в Полтаве, украинец, дворянин, получил высшее образование. Являлся организатором полтавского архива. Инструктор просветительского союза «Украинская культура». Арестован 9 июня 1920 года. Осужден Коллегией Полтавской ГубНК 19 июля 1920 года за контрреволюционную деятельность, отправлен в ссылку на время гражданской войны. Являлся участником Конференции по обсуждению проекта харьковского правописания в мае-июне 1927 года.
10 сентября 1929 года вновь арестован, осуждён на 10 лет лагерей, отправлен на строительство Беломорканала. Реабилитирован Полтавской областной прокуратурой 21 марта 1995 года.